# Hypoleria emyra
Hypoleria emyra är en fjärilsart som beskrevs av Richard Haensch 1905. Hypoleria emyra ingår i släktet Hypoleria och familjen praktfjärilar. Inga underarter finns listade i Catalogue of Life.